# Art Bell
Pour les articles homonymes, voir Bell.
Arthur William Bell III (17 juin 1945 - 13 avril 2018) était un diffuseur et auteur américain. Il a été le fondateur et l'animateur original de l'émission de radio sur le thème du paranormal Coast to Coast AM, qui est diffusée sur des centaines de stations de radio aux États-Unis et au Canada. Il a également créé et animé son émission complémentaire Dreamland.  Coast to Coast  est toujours diffusé tous les soirs.

## Biographie
En 2003, Bell a pris sa semi-retraite de Coast to Coast AM. Au cours des quatre années suivantes, il a animé l'émission pendant de nombreux week-ends sur Premiere Networks. Il a annoncé sa retraite de l'animation du week-end en 2007, mais a occasionnellement été guest host jusqu'en 2010. Des épisodes classiques de  Coast to Coast AM  peuvent être entendus dans certains marchés de la radio les samedis soirs sous le nom de Somewhere in Time animé par Bell. Il a lancé une nouvelle émission nocturne, Art Bell's Dark Matter, sur Sirius XM Radio, qui a été diffusée pendant six semaines en 2013,.

## Liens et références externes
- (en) Site officiel
- Ressources relatives à la musique :   - Discogs
  - MusicBrainz
- Ressource relative à l'audiovisuel :   - IMDb
- Notices d'autorité :   - VIAF
  - ISNI
  - IdRef
  - LCCN
  - Japon
  - NUKAT
  - Corée du Sud
  - WorldCat